# Ilumatobacter coccineus
Ilumatobacter coccineus es una especie de  bacteria grampositiva del género Ilumatobacter. Fue descrita en el año 2013. Su etimología hace referencia al color escarlata. Es aerobia e inmóvil. Tiene un tamaño de 0,4-0,6 μm de ancho por 0,8-2 μm de largo. Forma colonias anaranjadas en agar MA tras 1 mes de incubación. Temperatura de crecimiento entre 12-36 °C. Tiene un genoma de 4,8 Mpb y un contenido de G+C de 67%. Se ha aislado de arena a la orilla del mar en Japón.